# Пыжов, Потап Клементьевич
Потап (прозвище Богдан) Клементьевич Пыжов (1639 — 18 ноября 1703) — русский государственный и военный деятель XVII века.

## Биография
Представитель старинного московского дворянского рода, ведущего начало от Федора Васильевича Хвостова, имевшего прозвище Пыж. Родился в 1639 году в семье патриаршего стольника (затем дворянина московского) Клементия Ильича Пыжова.
Начал придворную службу в чине жильца. В 1661 году был пожалован в стряпчие рейтарской службы.
Участник Русско-польской войны 1654—1667 годов. В начале 1668 года был назначен головой приказа московских стрельцов, расквартированного в Замоскворечье, в приходе церкви Благовещения Пресвятой Богородицы на Ордынской улице. Принял участие в походах против «запорожских черкас» 1668 и 1674 годов. В 1677—1678 годах — на «понизовой службе» в Астрахани.
Отставлен от командования полком в начале 1682 года в чине стольника и полковника и в феврале был послан на воеводство в Кайгород. В 1691—1692 годах — воевода в Самаре. Последние годы жизни провел в своей родовой вотчине, селе Молдино, вошедшего при образовании губерний в Вышневолоцкий уезд, где и скончался 18 ноября 1703 года. На его средства в селе было начато возведение каменного Преображенского храма, у стен которого он и был похоронен.
От фамилии Пыжова, при котором в 1672 году в стрелецкой слободе на Ордынской улице был возведён каменный Благовещенский храм, произошло название урочища Пыжи. По нему позднее получил своё название современный Пыжевский переулок.
Имел брата — Кондратия.